# すこやかシルバー介護
すこやかシルバー介護（すこやかシルバーかいご）は、1993年4月7日から2000年3月28日までNHK教育テレビで放送されていたテレビ番組。

## 概要
高齢者が人生を豊かに生きるために、介護のノウハウを分かりやすく伝える番組。2000年度より『にんげんゆうゆう』の番組内コーナーとして継続。

## 放送時間
| 期間                  | 放送時間                             |
| --------------------- | ------------------------------------ |
| 1993年4月 - 1997年3月 | 水曜日19:20-19:50／木曜日13:00-13:30 |
| 1997年4月 - 1999年3月 | 水曜日19:30-20:00／木曜日13:00-13:30 |
| 1999年4月 - 2000年3月 | 火曜日19:10-19:40／水曜日13:05-13:35 |

## 出演者
- 司会 - 増渕路子

## 主なテーマ
- 痴ほう性老人の介護
- 脳卒中のリハビリ
- 楽しい食事の工夫
- 家庭でできるリハビリ体操
- 高齢者の住まい
- 老後ひとりぐらし
- 福祉機器
- 高齢者にやさしい住居
- 介護者の心のケア
- アルツハイマー型痴ほう老人のケア
- 私のリハビリ体験
- 高齢の障害者のためも住宅改造
- 住宅介護・夫の役割
- 生活を豊かにする福祉用具
- 男の介護・男の出番
- 私の住宅改造
- 手作り在宅ケア
- 私のリハビリ体験
- 老人介護の現場から
- 高齢者と栄養ケア
- 福祉サービスはどう変わるか
- わが町の介護デザイン
- 老後ひとりぐらし
- 介護保険・ここが知りたい